# Cryptocoryne willisii
Cryptocoryne willisii är en kallaväxtart som beskrevs av Raulino Reitz. Cryptocoryne willisii ingår i släktet Cryptocoryne och familjen kallaväxter. Inga underarter finns listade.